# Saša Papac
Saša Papac (*Mostar, Bosnia y Herzegovina, 7 de febrero de 1980) es un exfutbolista bosnio. Jugaba de defensa y su último equipo es el Glasgow Rangers de la Premier League de Escocia.

## Selección nacional
Ha sido internacional con la Selección de fútbol de Bosnia y Herzegovina, ha jugado 25 partidos internacionales.

## Clubes
| Club             | País                 | Año       |
| ---------------- | -------------------- | --------- |
| NK Široki Brijeg | Bosnia y Herzegovina | 2001-2002 |
| FC Kärnten       | Austria              | 2001-2004 |
| Austria Viena    | Austria              | 2004-2006 |
| Glasgow Rangers  | Escocia              | 2006-2012 |

## Palmarés

### Campeonatos nacionales
| Título                     | Club            | País    | Año  |
| -------------------------- | --------------- | ------- | ---- |
| Copa de Austria            | Austria Viena   | Austria | 2005 |
| Bundesliga de Austria      | Austria Viena   | Austria | 2006 |
| Copa de Austria            | Austria Viena   | Austria | 2006 |
| Copa de Escocia            | Glasgow Rangers | Escocia | 2008 |
| Copa de la Liga de Escocia | Glasgow Rangers | Escocia | 2008 |
| Premier League de Escocia  | Glasgow Rangers | Escocia | 2009 |
| Copa de Escocia            | Glasgow Rangers | Escocia | 2009 |
| Premier League             | Glasgow Rangers | Escocia | 2010 |
| Copa de la Liga de Escocia | Glasgow Rangers | Escocia | 2010 |